# 魚湯麵
魚湯麵（IPA：[mo̰ʊɰ̃hɪ́ɰ̃ɡá]）或稱鱼汤米线，是緬甸的傳統小吃，湯底以多種香料和魚熬成，將米粉燙熟，再加上配料；湯底的配料因地域的不同而有所變化，但總體來說差異不大，通常包含鱼肉、鸭蛋以及黄豆粉。魚湯麵被視為緬甸的國菜，在緬甸街頭經常可見小販挑著扁擔販售。緬甸人比較喜歡當作早餐。

## 歷史
魚湯麵起源已不可考，盛行可追溯至19世紀末期。1885年，在第三次英緬戰爭中，緬甸最後一個王朝貢榜王朝滅亡，多年的戰爭消耗了緬甸人民的體力與財力，同時英國殖民政府的民族政策改變了緬甸原有的小農經濟體系，許多緬甸居民因此陷入貧窮的狀態，當時價格便宜、營養豐富的魚湯麵便成為許多底層人民果腹的料理。

## 圖片集

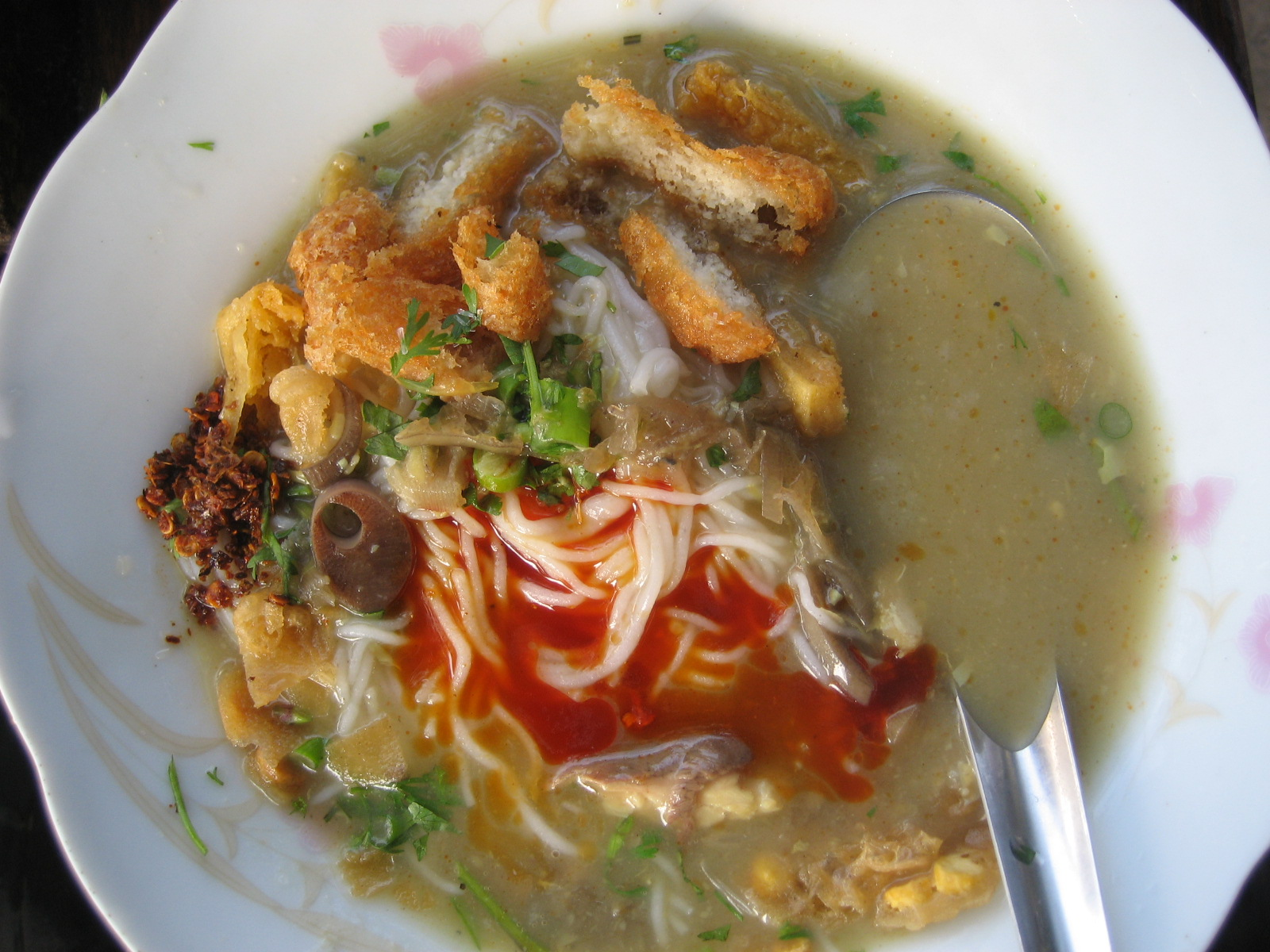
魚湯麵
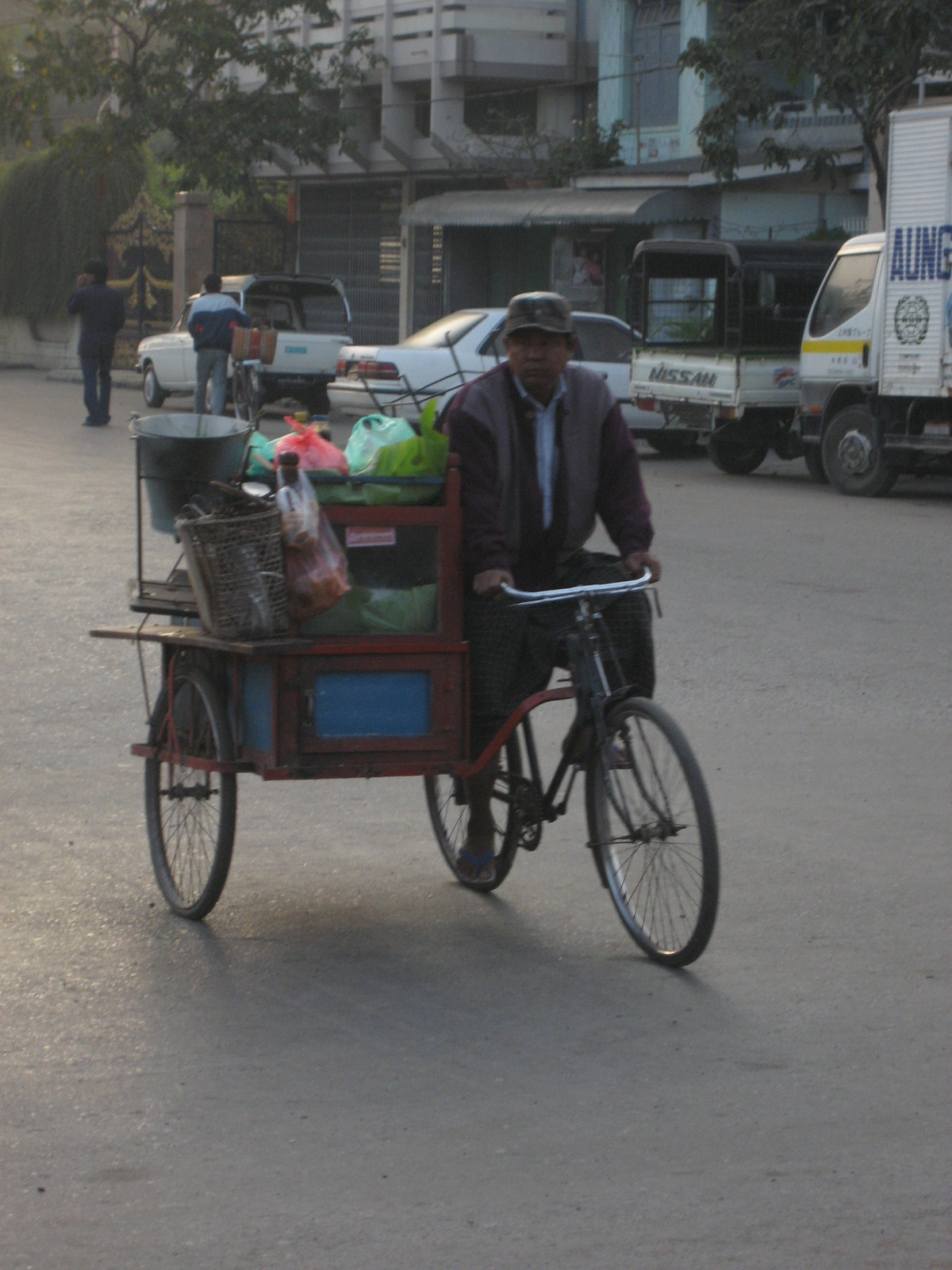
曼德勒街頭，販售魚湯麵的小販
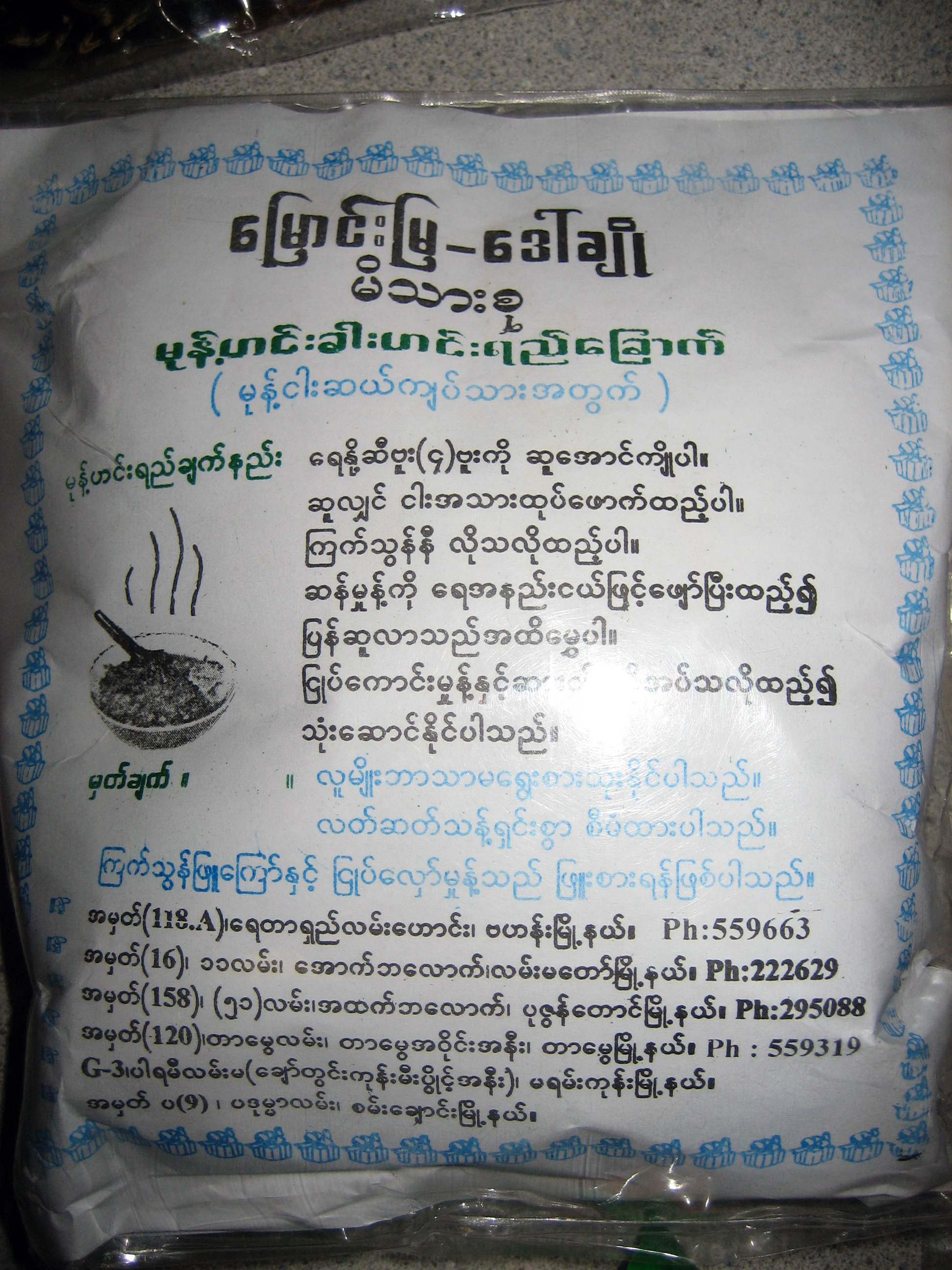
袋裝的米線供烹調使用